# Flughafen Dodoma

i7
i11
i13
Der Flughafen Dodoma (IATA-Code: DOD, ICAO-Code: HTDO) ist der Flughafen der tansanischen Hauptstadt Dodoma. Er liegt direkt in der Stadt, etwa einen Kilometer nördlich des Stadtzentrums. 

## Geschichte
Der Flughafen wurde während des Zweiten Weltkrieges von der britischen Kolonialmacht mit einer 500 Meter langen Graspiste errichtet. In den 1970er Jahren, als Dodoma Hauptstadt von Tansania wurde, erfolgte der Ausbau zu einem Klasse-3C Flughafen nach ICAO-Norm. Die Start- und Landebahn hatte eine Länge von 2042 Meter. Sie wurde auf 2750 Meter Länge ausgebaut und die Namen wurden auf 09 und 27 geändert.
Da der Flughafen wegen seiner Lage in der Stadt nicht vergrößert werden kann, ist ein neuer Flughafen rund zwölf Kilometer nördlich von Dodoma an der Autobahn nach Arusha geplant.

## Kenndaten
Der Flughafen verfügt über eine asphaltierte Start- und Landebahn mit der Länge 2750 Meter und einer Breite von 30 Metern.
| Bezeichnung    | 2016   | 2017   |
| -------------- | ------ | ------ |
| Flugbewegungen | 2.686  | 4.004  |
| Passagiere     | 11.868 | 31.606 |

Nach der Anzahl der Flugbewegungen war Dodoma im Jahr 2017 der sechstgrößte Flughafen in Tansania.

## Fluggesellschaften und Ziele
Der Flughafen Dodoma wird von den zwei tansanischen Fluggesellschaften Air Tanzania und Precision Air angeflogen. Es gibt tägliche Verbindungen nach Daressalam und einen wöchentlichen Flug nach Mwanza (Stand 2020).

## Zwischenfälle
Für den Flughafen Dodoma sind in der Datenbank des Aviation Safety Network keine Zwischenfälle vermerkt. Auf dem Flug nach und von Dodoma gab es folgende Ereignisse:
- Am 22. Februar 1992 überrollte ein Flugzeug der tansanischen Regierung vom Typ BAe 125 beim Start in Mbeya die Startbahn und berührte Betonblöcke und Bäume. Das Flugzeug konnte den Flug nach Dodoma fortsetzen.
- Am 13. April 2006 kam eine private Cessna 208 Caravan auf dem Flug von Dodoma nach Haydom in eine Schlechtwetterfront und musste in einem Feld notlanden. Es wurde niemand verletzt aber das Flugzeug wurde stark beschädigt.
- Am 1. Juni 2007 fielen bei einem tansanischen Militärflugzeug auf dem Flug von Kizota nach Dodoma beide Triebwerke aus, sodass das Flugzeug auf einem Feld notlanden musste. Von den dreizehn Insassen wurde niemand verletzt, das Flugzeug vom Typ Shorts 330UTT wurde beschädigt.

## Nahverkehr
Der Flughafen ist an das Daladala-Netz angeschlossen, über das der Central Bus Terminal und der Bahnhof Dodoma SGR erreichbar sind.